# Renaat Landuyt
Renaat Julien Landuyt (Ypres, 28 gennaio 1959) è un avvocato e politico belga, membro del Partito Socialista Differente.
Ha studiato giurisprudenza e filosofia alla Katholieke Universiteit Leuven. Dopo essere stato deputato federale, è divenuto ministro fiammingo e ha assunto la vicepresidenza del governo regionale. Nel Governo Verhofstadt II è ministro federale della mobilità. Nel 2018 conclude il mandato di sindaco di Bruges iniziato nel 2013.

## Biografia
Renaat Landuyt si è laureato nel 1982 e da allora è stato procuratore. È stato eletto per la prima volta alla Camera dei rappresentanti belga nel 1991, dove ha prestato servizio fino al 1999. Dal 1995 al 1999 è stato questore della Camera. Ha fatto parte della commissione sulle indagini parlamentari dell'affare Dutroux.
Dopo le elezioni generali del 1999, divenne ministro dell'occupazione e del turismo fiammingo. Dopo che Steve Stevaert ha rassegnato le dimissioni dal governo fiammingo nel 2003, Landuyt ha assunto il suo portafoglio di viceministro presidente oltre alla propria funzione di ministro dell'occupazione e del turismo. Dopo le elezioni regionali del 2004, lasciò il governo fiammingo per diventare ministro dei trasporti nel governo federale (2004-2007). È stato nuovamente eletto al Parlamento belga nel giugno 2007 e dopo l'entrata in carica del governo Leterme I, nel 2010 è stato rieletto.